# Polygala nitida
Polygala nitida là một loài thực vật có hoa trong họ Polygalaceae. Loài này được Brandegee miêu tả khoa học đầu tiên năm 1912.